# Aspiromitus cavernosus
Aspiromitus cavernosus là một loài rêu trong họ Anthocerotaceae. Loài này được Nees Schljakov mô tả khoa học đầu tiên năm 1976.